# Geoffrey Roberts
Pour les articles homonymes, voir Roberts.
Geoffrey Roberts, né dans le quartier de Deptford à Londres en 1952, est un historien britannique spécialiste de la Seconde Guerre mondiale et de l'URSS.

## Biographie
Geoffrey Roberts est membre de la Royal Historical Society et a enseigné l'histoire et les relations internationales à l'University College Cork.
Ses écrits sur Staline, la Seconde Guerre mondiale et l'histoire de la politique militaire et étrangère soviétique font autorité dans le monde entier.
Il a également élargi son domaine de recherches à l'histoire de l'Irlande, la philosophie de l'histoire et les relations internationales.

## Publications

### Versions originales
- The Unholy Alliance: Stalin’s Pact with Hitler, 1989.
- The Soviet Union and the Origins of the Second World War: Russo-German Relations and the Road to War, Palgrave MacMillan, 208p, 1995
- The Soviet Union in World Politics, 1945-1991: Coexistence, Revolution and Cold War, 1945-1991, Routledge, 144p., 1998
- Victory at Stalingrad: The Battle That Changed History, 2002
- Stalin’s Wars: From World War to Cold War, 1939-1953, Yale University Press, 2006
- Molotov: Stalin's Cold Warrior, 2012
- Stalin's General: The Life of Georgy Zhukov, 2012
- Stalin's Library. A Dictator and his Books, 2022

### Traduction française
- Les guerres de Staline : De la guerre mondiale à la guerre froide, 1939-1953 [« Stalin’s Wars: From World War to Cold War, 1939-1953 »]  (trad. de l'anglais, préf. Annie Lacroix-Riz), Paris, Delga, 2014, 543 p. (ISBN 978-2-915854-66-4)[3]